# Центральний ринок (Кременчук)

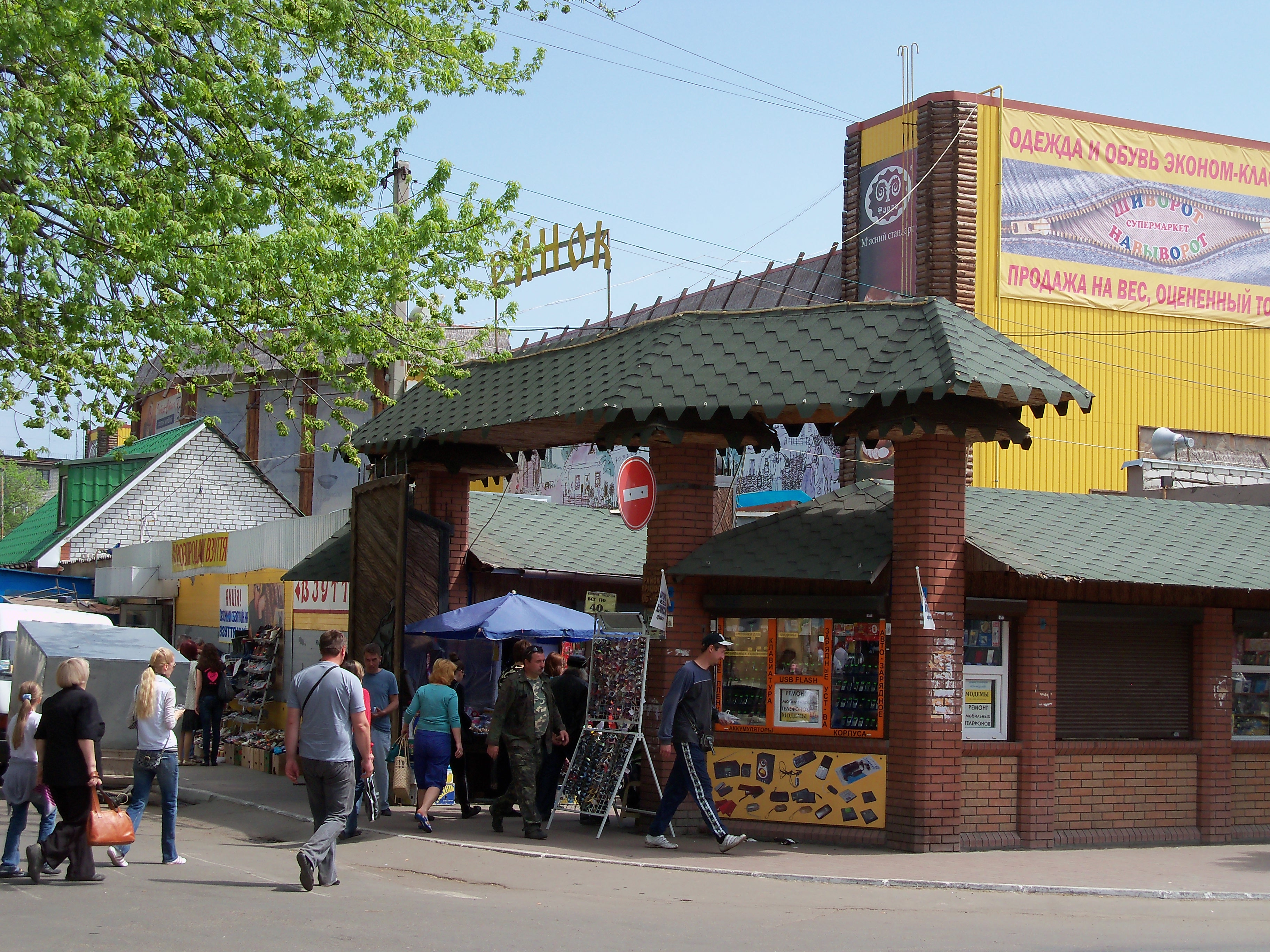
Вхід до ринку зі сторони перетину вулиць Павлівської та Пролетарської

Центра́льний ри́нок — ринок Кременчука. Знаходиться напроти ринку «Плеяда», відділяються вул. Першотравневою.

## Загальні дані
Ринок знаходиться за адресою: Кременчук, вул. Пролетарська, 43.

## Розташування
Ринок знаходиться у центрі міста. На північному заході обмежений вул. Павлівською, на північному сході — вул. Шевченка, на південному сході — вул. Першотравневою, на південному заході — вул. Пролетарською.

## Опис
На ринку можна придбати: продукти харчування, одяг, взуття.

## Історія
З 2006 по 2007 роки на ринку проводилась реконструкція .
З 2011 року на ринку виділено «фермерський куточок», де фермери можуть реалізувати власний товар .
З січня 2011 року на ринку відкрито приймальню міліції .